# 마티야 포포비치
마티야 포포비치 (Matija Popović, 2006년 1월 8일 ~ )는 세르비아의 축구 선수이며, 몬차에서 공격형 미드필더로 뛰고 있다.